# Synagoga Portugalska Szaare Tikwa w Lizbonie
Synagoga Portugalska Szaare Tikwa w Lizbonie – synagoga znajdująca się w Lizbonie, stolicy Portugalii, w dzielnicy São Mamede.
Synagoga została uroczyście otwarta w 1904 roku. Została zaprojektowana w 1897 roku przez architekta Miguela Venturę Terrę. Jest zorientowana na wschód – w stronę Jerozolimy.